# Corelio
Corelio est un groupe de presse belge, issu de la Vlaamse Uitgeversmaatschappij (VUM), société d'édition créée en 1976 par André Leysen, personnalité du monde patronal belge, capitaine d’industrie et ancien président de la Fédération des entreprises de Belgique (FEB).
En 2006, VUM Media change de nom pour s'appeler Corelio. S'ensuit une longue histoire de partenariats commerciaux qui déboucheront en 2014 sur la naissance de Mediahuis, une coentreprise entre Corelio et Concentra (nl), autre société ayant une longue histoire dans le monde de la presse flamande.
Le groupe est propriétaire des journaux néerlandophones De Standaard, Het Volk,  Het Nieuwsblad, Gazet van Antwerpen et De Gentenaar (nl).